# Llac Ilmen
El llac Ilmen (del rus: И́льмень О́зеро), és un important llac situat a l'óblast de Nóvgorod, a Rússia. El llac era una zona clau en la ruta comercial entre els varegs i l'Imperi Romà d'Orient.
El llac es troba a 18 msnm. La seva extensió mitjana és de 982 km² (variant entre els 733 i els 2.090 km²), i amb 10 metres de profunditat màxima. El llac és alimentat per 52 afluents, dels quals destaquen el riu Msta (rus: Мста), el Polà (rus: Пола́), el Lóvat (rus: Ло́вать) i el Xelon (rus: Шело́нь), sent el riu Vólkhov l'única desembocadura vers el llac Làdoga (Ла́дога; Ла́дожское о́зеро) i a través del riu Nevà cap al Golf de Finlàndia.
El nivell de l'aigua està regulat per la central hidroelèctrica de Vòlkhov, situada corrent avall del riu Vólkhov. La temperatura de l'aigua al juliol se situa entre els 19 i els 20 °C, sent l'època de banys de 90 dies.
La ciutat de Nóvgorod es troba a tan sols 6 km del punt de sortida d'aigües.